# Charles-Joseph Panckoucke
Charles-Joseph Panckoucke (ur. 26 listopada 1736 w Lille, zm. 19 grudnia 1798 w Paryżu) – francuski pisarz i dziennikarz.
Jego ojcem był również pisarz André Joseph Panckoucke (1700-1753). Charles-Joseph był przyjacielem filozofów z Diderotem na czele. W listopadzie 1789 roku założył pismo: Le Moniteur Universel wspierające stanowisko piewców oświecenia.